# Młodość Jasia Kunefała
Młodość Jasia Kunefała – powieść Stanisława Piętaka wydana w 1937, prozatorski debiut Stanisława Piętaka – wcześniej publikował on poezje. 
Tematem książki jest dojrzewanie artysty, awans społeczny chłopskiego dziecka do świata kultury i sztuki. Autor wykorzystał w niej własne doświadczenia życiowe. Utwór jest bliski autentyzmowi – nurtowi literackiemu, z którym był związany Piętak. Struktura narracyjna powieści jest otwarta. Występuje w niej wielu narratorów (ojciec głównego bohatera, narrator bezosobowy), różne językowe formy opowiadania i elementy różnych gatunków literackich (m.in. pamiętnik, gawęda). 
Powieść wchodzi w skład trylogii, której kolejne części to Białowiejskie noce (1939) i Ucieczka z miejsc ukochanych (1948).

## Ekranizacja
Na podstawie prozy Piętaka, w tym Młodości Jasia Kunefała, Julian Dziedzina zrealizował w 1989 roku serial Ucieczka z miejsc ukochanych. W roli głównej wystąpił Rafał Wieczyński.